# Аетбаева, Лилия Тагировна
Лилия Тагировна Аетбаева (род. 9 ноября 1993 года, Прокопьевск, Кемеровская область, Россия) — российская боксёрша. Чемпионка мира 2019 года. Двукратная чемпионка России (2014, 2019). Член сборной России по боксу. Заслуженный мастер спорта России.

## Карьера
Лилия Аетбаева родилась 9 ноября 1993 года в городе Прокопьевск, Кемеровская область. В 14 лет пришла в секцию бокса и стала активно заниматься этим видом спорта. Тренируется под руководством Марата Аетбаева, Олега Кузнецова и Ибрагима Аседова.
В 2012 году на чемпионате России, который проходил в Оренбурге, она дошла до финала и стала серебряным призёром. Таким образом она стала первой женщиной — мастером спорта России по боксу в Кемеровской области. Через год вновь завоевала серебро национального первенства.
В Анапе, в 2014 году, Лилия Аетбаева завоевала звание чемпиона России по боксу в весовой категории до 54 килограмм. В 2015 и 2018 году становилась бронзовым призёром российского чемпионата.
Приказом Министра спорта Российской Федерации от 2 октября 2018 года, Аетбаевой Лилии Тагировне присвоено спортивное звание «Мастер спорта международного класса».
В Кемерово, на национальном чемпионате 2019 года, она вновь второй раз в карьере стала чемпионкой России.
Лилия Аетбаева входит в состав национальной сборной команды России по боксу.
Предолимпийский чемпионат мира 2019 года, который состоялся в Улан-Удэ в октябре, российская спортсменка завершила финальным поединком, победив турецкую спортсменку Бусеназ Чакыроглу. В результате на одиннадцатом чемпионате мира по боксу среди женщин она завоевала титул чемпионки мира по боксу.
Приказом Министра спорта Российской Федерации от 3 марта 2020 года, Аетбаевой Лилии Тагировне присвоено спортивное звание «Заслуженный мастер спорта». Губернатор Кемеровской области наградил спортсменку медалью «За честь и мужество» и сертификатом на двухкомнатную квартиру.

## Спортивные достижения
- Чемпионат России по боксу среди женщин 2012 года —
- Чемпионат России по боксу среди женщин 2013 года —
- Чемпионат России по боксу среди женщин 2014 года —
- Чемпионат России по боксу среди женщин 2015 года —
- Чемпионат России по боксу среди женщин 2018 года —
- Чемпионат России по боксу среди женщин 2019 года —
- Кубок России по боксу среди женщин 2013 года —
- Кубок России по боксу среди женщин 2017 года —
- Первенство России по боксу среди девушек 2011 года —
- Кубок мира нефтяных стран по боксу 2018 года —